# Julius Traugott von Könneritz

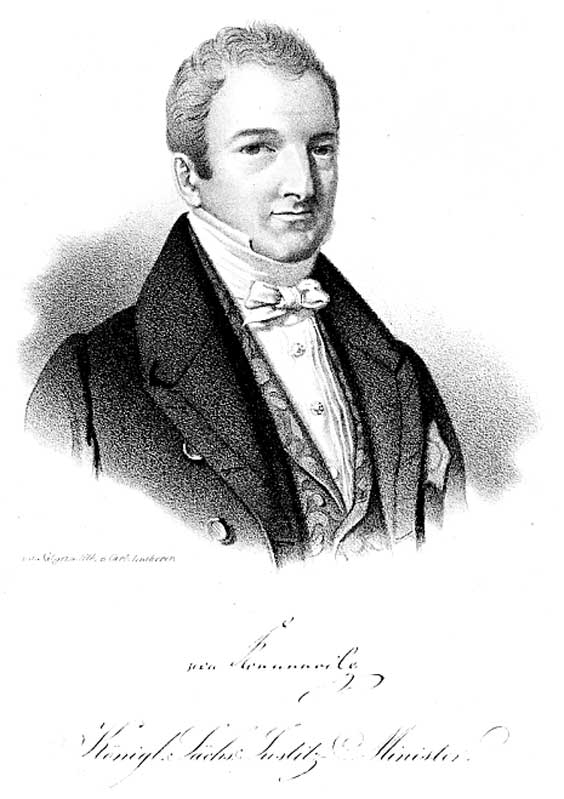
Julius Traugott Jakob von Könneritz, Bild von Carl Lutherer

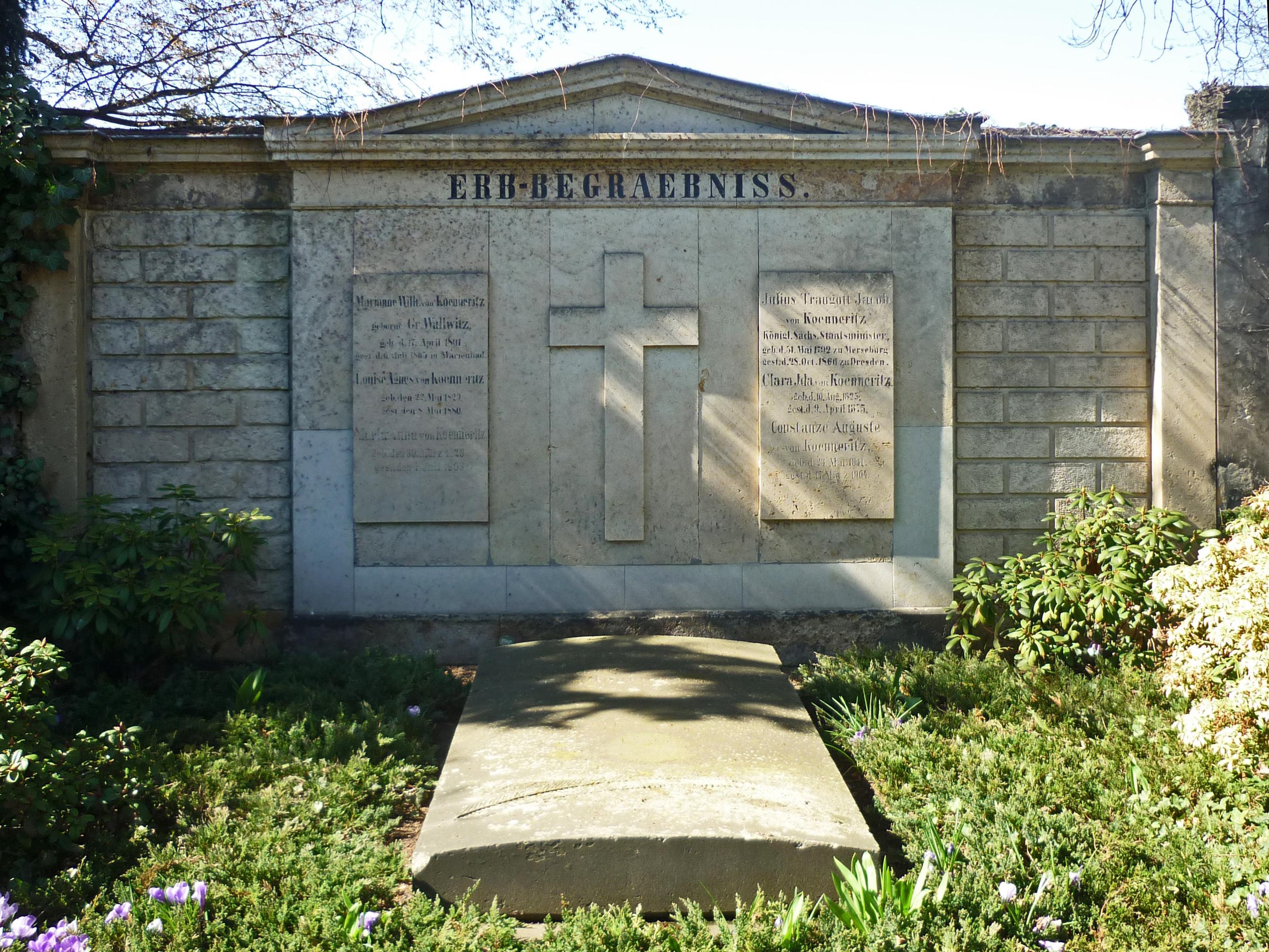
Grabstätte des Julius Traugott von Könneritz auf dem Trinitatisfriedhof in Dresden

Julius Traugott Jakob von Könneritz (* 30. Mai 1792 in Merseburg; † 28. Oktober 1866 in Dresden) war ein sächsischer Politiker. Er war von 1831 bis 1848 sächsischer Justizminister und von 1843 bis 1848 Vorsitzender des Gesamtministeriums (Regierungschef) des Königreichs Sachsen.

## Herkunft
Er entstammt der alten thüringisch-sächsischen Adelsfamilie Könneritz. Seine Eltern waren Julius der sächsische Stallmeisters Hans von Könneritz (1753–1829) und seine Ehefrau Armgard von Hohenthal (1768–1837), der Tochter des Grafen und Kammerdieners in Merseburg und des Domdechanten von Zeitz Johann Jakob von Hohenthal (1740–1802). Sein Bruder Hans Heinrich (1790–1863) sächsischer Gesandter, Eduard (1802–1875) war sächsischer Wirklicher Geheimer Rat und Präsident des evangelisch-lutherischen Landeskonsistoriums.

## Leben
Von 1804 bis 1808 erhielt Könneritz in Schulpforta seine Vorbildung und widmete sich dann an der Universität Wittenberg bis 1811 dem Studium der Rechte. Ab 1811 war er im Leipziger Kreisamt als Auditor am Oberhofgericht tätig und ab 1812 in Merseburg am dortigen Kammerkollegium.
Nachdem er den Feldzug von 1814 freiwillig als Volontäroffizier in Belgien mitgemacht hatte, schloss er sein zweites juristisches Examen ab und wurde 1814 Assessor der sächsischen Landesregierung in Dresden. Er trat 1817 in die sächsische Landesregierung als Supernummerar-, Hof- und Justizrat ein, wurde 1818 Amtshauptmann von Grimma, 1821 Appellationsrat, sodann Hof- und Justizrat bei der Landesregierung, gelangte als vortragender Rat 1828 ins geheime Kabinett, wurde 1830 Kanzler der konservativen Landesregierung, war von 1831 bis 1846 sächsischer Justizminister und von 1831 bis 1833 Minister des Königlichen Hauses. 1836 wurde er Ehrendoktor der Universität Leipzig.
Sein Werk war die Trennung von Justiz und Verwaltung in den höheren Instanzen sowie die Teilung der Landesregierung in ein Landesjustizkollegium und eine Landesdirektion. Noch größere Umgestaltungen traten durch ihn infolge des ersten konstitutionellen Landtags ein. Außer dem Staatsdienergesetz, dem Militärstrafgesetzbuch und dem Gesetz über Allodifikation der Lehen war auch das Strafgesetzbuch von 1838 wesentlich Könneritz’ Werk. Zudem hat er sich an der Vorbereitung des bürgerlichen Gesetzbuches beteiligt.
Namentlich aber gab er dem Instanzenwesen eine Umgestaltung. Seit 1843 Vorsitzender des Gesamtministeriums, gab er, ein Hauptgegner der von den Ständen geforderten Öffentlichkeit und Mündlichkeit, 1846 das Portefeuille der Justiz ab und schied im Zuge der Vorgänge während der Märzrevolution am 13. März 1848 aus dem Staatsdienst. Nach ihm folgte ein bürgerliches Gesamtministerium unter Karl Braun. Nachdem er gestürzt worden war, zog er sich auf sein Rittergut in Lossa zurück, war aber weiterhin Mitglied des Staatsrates und des Staatsgerichtshofes.

## Familie
Er heiratete 1819 Marianne Wilhelmine von Wallwitz (* 17. August 1801; † 6. Juli 1863), eine Tochter des Grafen Friedrich von Wallwitz auf Schmorkau. Das Paar hatte fünf Töchter, darunter:
- Marie Anna (* 30. März 1823; † 1903), Staatsdame
- Luise Ida (* 22. Mai 1829; † 8. Mai 1880)
- Constance Auguste (* 23. Mai 1831; † 1904), Hofdame